# Harald Kloser
Harald Kloser (n. 9 de julio de 1956) es un compositor cinematográfico y escritor austriaco ganador del Premio de Música Cinematográfica BMI en 2005 por Alien vs. Predator y The Day After Tomorrow.

## Filmografía como compositor

### Cine
- Moonfall (2022)
- Midway (2019)
- Independence Day: Resurgence (2016)
- White House Down (2013)
- Anonymous (2011)
- 2012 (2009)
- 10 000 a. C. (2008, que también escribió y de la que es productor ejecutivo)
- Alien vs. Predator (2004)
- The Day After Tomorrow (2004)
- Der Tunnel (2001)
- Eine Handvoll Gras (2000)
- The Thirteenth Floor (1999)
- Comedian Harmonists (1997)

### Televisión
- Dresde (2006)
- Die Sturmflut (2005)
- El túnel (2001)
- Die heilige Hure (1998)
- Miradas asesinas (1998)